# Слуховой аппарат

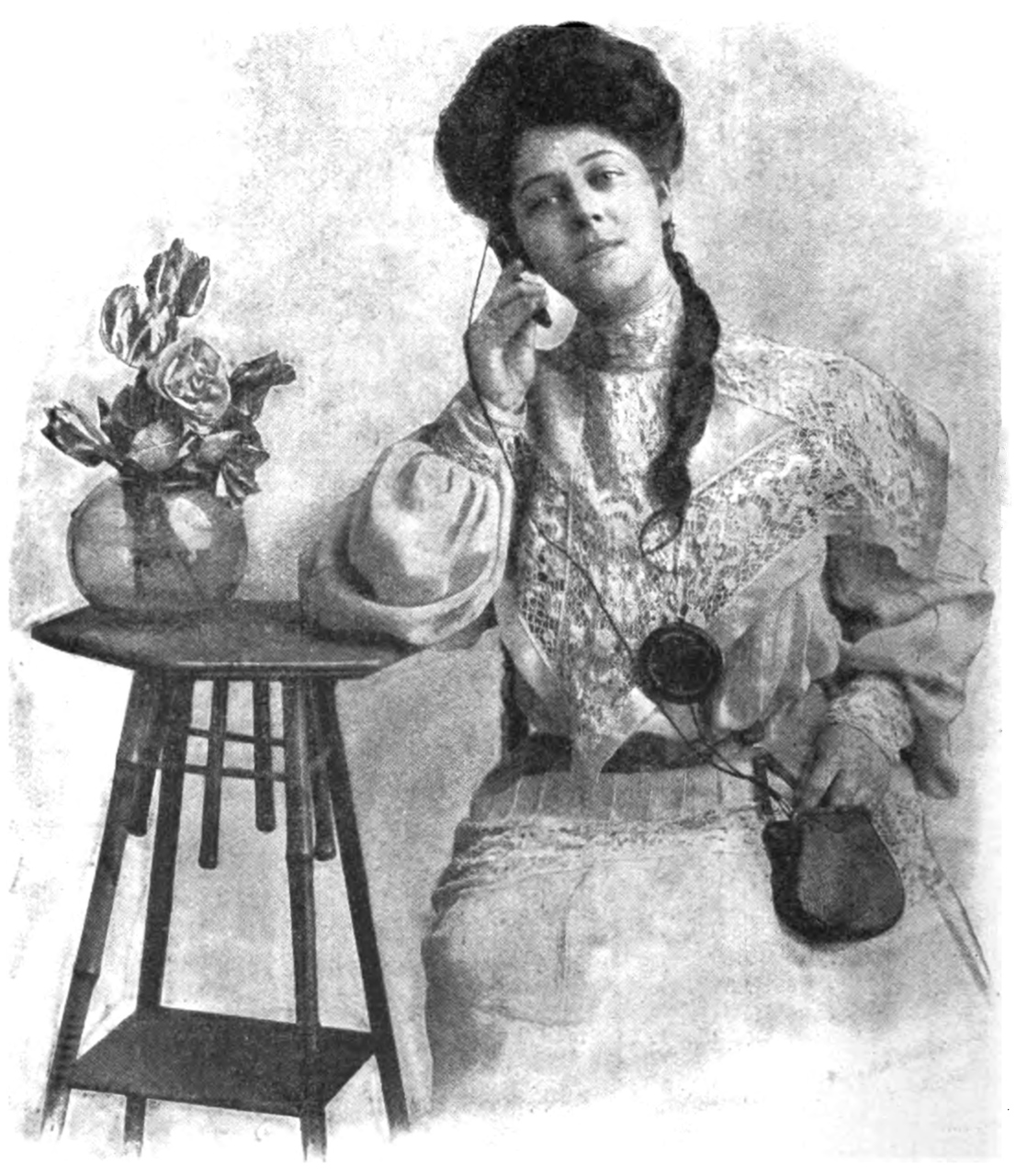
«Акустикон» — электрический слуховой аппарат начала XX в. (США)

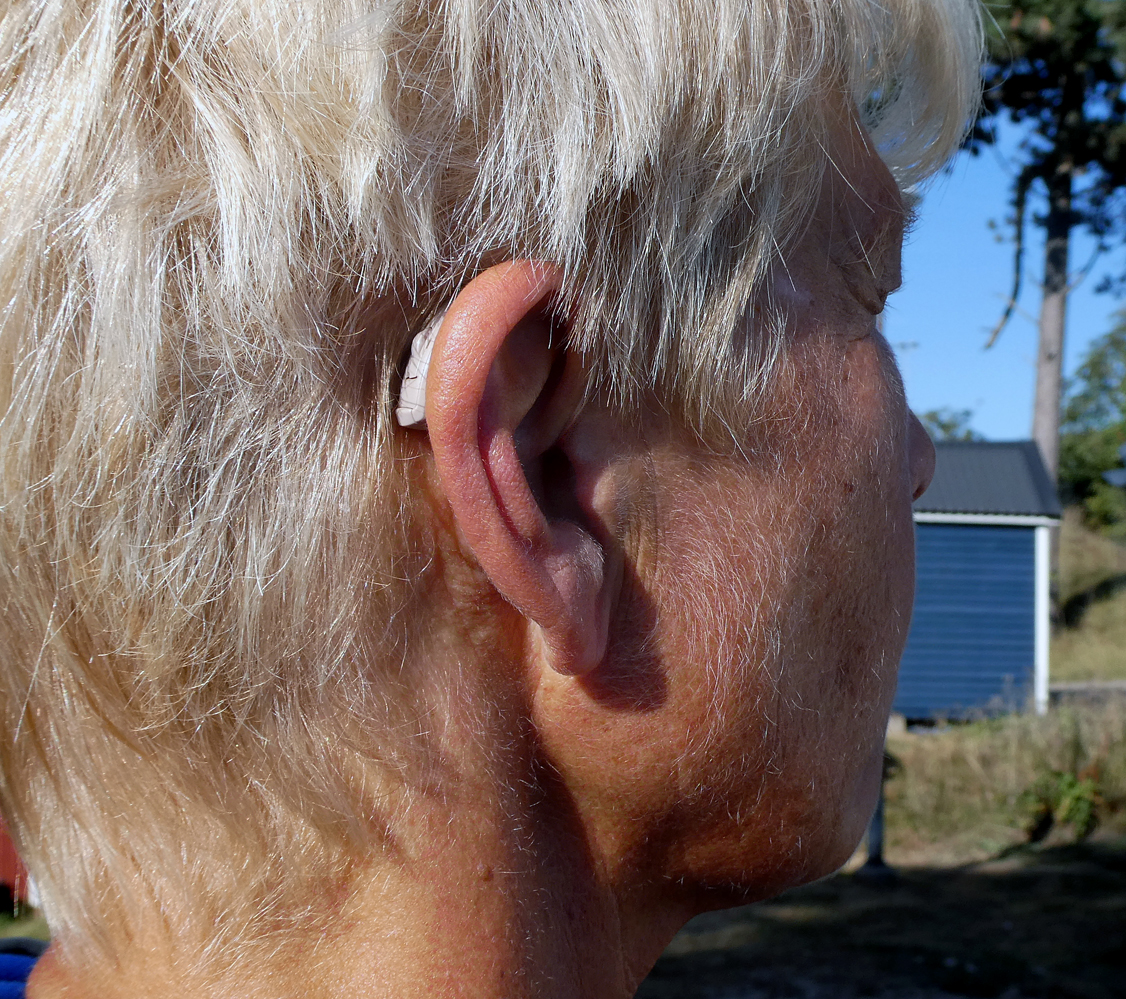
Современный заушный слуховой аппарат, звуковая трубка к динамику едва видна.

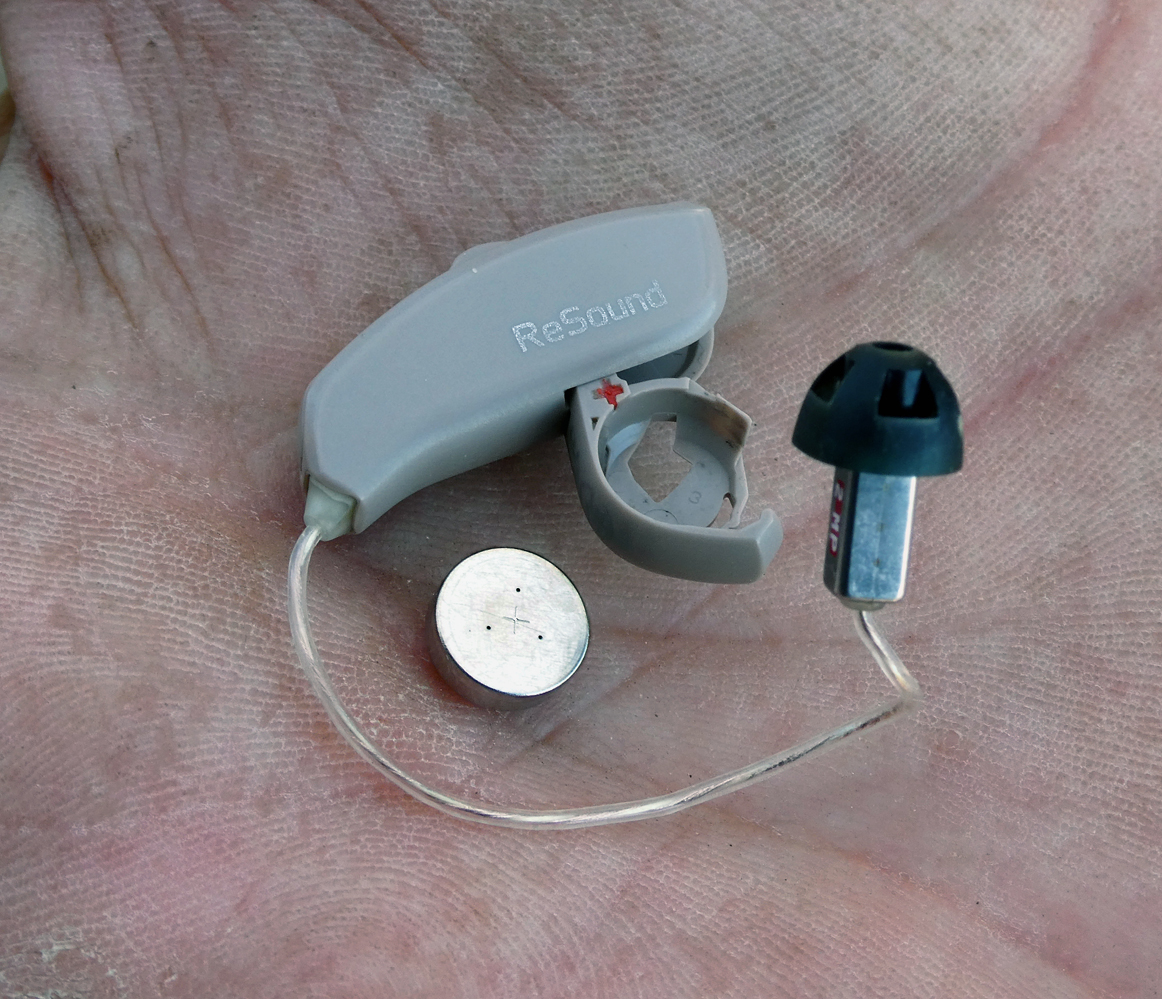
Современный заушный слуховой аппарат с миниатюрной батареей.

Слухово́й аппара́т —  электронный звукоусиливающий прибор, применяющийся по медицинским показаниям при различных формах стойких нарушений слуха.
Слуховые аппараты не способны по-настоящему корректировать потери слуха, они лишь помогают сделать звуки более доступными.
Имплантированный слуховой аппарат называется кохлеарный имплант.

## Описание
Современные слуховые аппараты являются электроакустическими устройствами и состоят из трех основных частей: микрофона, принимающего звук и преобразующего его в электрический сигнал, усилителя, принимающего сигнал от микрофона и посылающего его затем в ресивер и собственно ресивер (он же —звукоизлучатель, телефон), преобразующий электрический сигнал в звук и посылающий его непосредственно в ухо. По методу передачи звукового сигнала слуховые аппараты делятся на две главные категории: костной и воздушной проводимости, при этом аппараты костной проводимости устанавливаются только в случаях тяжелого поражения слуха операционным путём. Слуховые аппараты воздушной проводимости должен подбирать и настраивать сурдоакустик или специалист сурдолог.

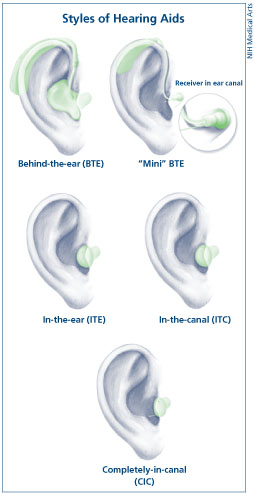
Различные типы слуховых аппаратов.

По конструктивному исполнению различают несколько основных типов слуховых аппаратов:
- заушные;
- внутриушные;
- карманные;
- в очковой оправе;
- в виде оголовья;
- имплантируемые.

Заушный слуховой аппарат располагается за ухом и состоит из корпуса (материал, обычно, пластик, встречаются титановые и др.), вмещающего электронику (микрофон, усилитель) и ушного вкладыша (излучатель звука). Преобразованный и усиленный аппаратом звук достигает барабанной перепонки человека через ушной вкладыш. Он делается, обычно, по слепку уха пациента и необходим для достижения максимальной эффективности слухового аппарата, в частности для уменьшения неприятного свиста (эффект акустической обратной связи) и для большего комфорта в ухе при ношении аппарата.
Внутриушные слуховые аппараты изготавливаются индивидуально. Корпус внутриушного слухового аппарата полностью повторяет форму уха и ушного канала пациента. Преимущество таких аппаратов в их малой заметности.
В настоящее время особенную популярность приобретают миниатюрные заушные слуховые аппараты. По качеству звучания эти аппараты зачастую превосходят внутриушные, ничем не уступая им по незаметности. В частности относительно недавно появились заушные слуховые аппараты, выполненные по технологии RIC (Reciever In Channel — Ресивер В Канале). Отличие этих аппаратов от предыдущих поколений в том, что звукоизлучатель расположен не в корпусе заушного аппарата, а непосредственно в ушном канале пациента, что значительно уменьшает риск возникновения «обратной связи» (свиста), а также позволяет существенно уменьшить размеры корпуса слухового аппарата.

## История

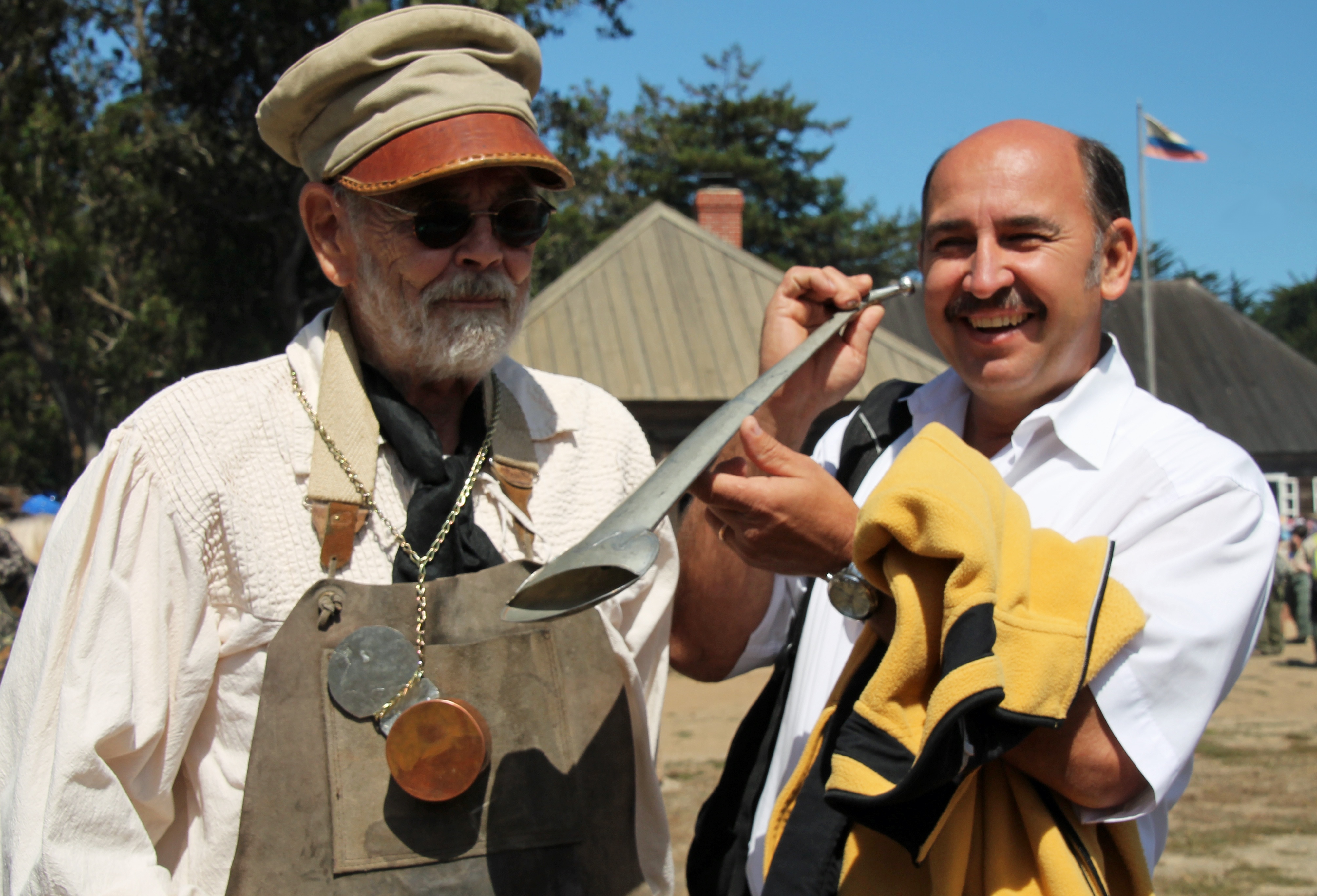

Исторически первыми слуховыми аппаратами были слуховые трубы — рупоры из различных материалов, вставлявшиеся в ухо узким концом (известны несколько тысяч лет.).
В 1878 г. Вернер фон Сименс сконструировал первый электрический слуховой аппарат «Phonophor», работающий по принципу телефона.
С начала XX в. такие приборы производились серийно. Из-за слабого усиления и больших искажений звука они не пользовались особой популярностью. Аппараты с усилителем на электронных лампах работали существенно лучше, но были слишком громоздки — первый такой аппарат, «Vactuphone» фирмы Western Electric Company (США, 1921 г.) размещался в небольшом чемоданчике. Размеры со временем удалось уменьшить (первые миниатюрные радиолампы созданы именно для слуховых аппаратов), но все равно источники питания оставались довольно крупными. По-настоящему миниатюрные приборы удалось создать в 1950-е гг., после изобретения транзистора.
В СССР в 70-80 годах XX века производились слуховые аппараты АК-1, АК-2, АК-3, АК-4, АК-5, БК-1, БК-2, БК-4 карманного типа, слуховые аппараты ВО-2Л, ВО-2П, ВО-2ЛП, размещаемые на оправе очков и ВЗ-1 в форме заколки.